# BibTeX
BibTeX — програма для оформлення переліку посилань при обробці документів LaTeX.
BibTeX було створено в 1985 році Ореном Поташніком та Леслі Лампортом. BibTeX допомагає відокремити бібліографічну інформацію від її представлення в переліку посилань, полегшити створення посилань на бібліографічні джерела в документах LaTeX.

## Бібліографічна картотека
Для зберігання відомостей про бібліографічні одиниці BibTeX використовує файли формату .bib. Файли в цього формату мають вигляд простих текстових файлів і їх можна редагувати будь-яким текстовим редактором. Кожен запис в цьому файлі може визначати публікацію одного із наперед заданого виду. В залежності від виду публікації, необхідно вказувати різні відомості про неї (автор, видавець, рік видання тощо).

## Стиль оформлення
Стиль оформлення переліку посилань в готовому документі визначається в файлах формату .bst. Це також формат на основі простого тексту. Із допомогою спеціальних команд визначається зовнішній вигляд готового переліку посилань.
Більше того, в бібліографічному менеджері Bib-it створенням цих файлів займається спеціально розроблений засіб (tool) з графічним інтерфейсом

## Приклад
Наведемо типовий приклад запису в бібліографічній базі даних, як „літературне джерело“ використаємо книжку „Як ми говоримо“:
```
@book{how_we_speak,  % ключ запису, для посилань.
  AUTHOR={Антоненко-Давидович Б.Д.},
  TITLE={Як ми говоримо},
  PUBLISHER={Українська книга},
  YEAR={1997},
  EDITION={4},
  ISBN={966-7219-00-3},
  LANGUAGE={укр.},
  LOCATION={Київ}
}
```

тепер, для посилання на цю книжку в тексті документа LaTeX, автору достатньо вставити виклик макроса \cite, а як параметр використати ключ запису із бази: \cite{how_we_speak}. А місце для переліку посилань, в документі, відмічається викликом макроса \bibliography{назва_бази}. Всі номера (а може ініціали авторів та рік видання) в цьому переліку та в тексті документу, порядок цитованої літератури, все це буде автоматично генеруватись LaTeX та BibTeX, відповідно до визначеного стилю.